# Barrage de Deliçay
Le barrage de Deliçay est un barrage destiné à l'irrigation dans la province de Karaman en Turquie. La rivière nommée Deliçay (rivière folle) se perd dans le plateau aux nord-ouest de la ville de Karaman à une altitude d'environ 1 000 m quelques kilomètres en aval du barrage. Le barrage est proche du village de Çavuşpınarı du district de Karaman.